# Activo digital

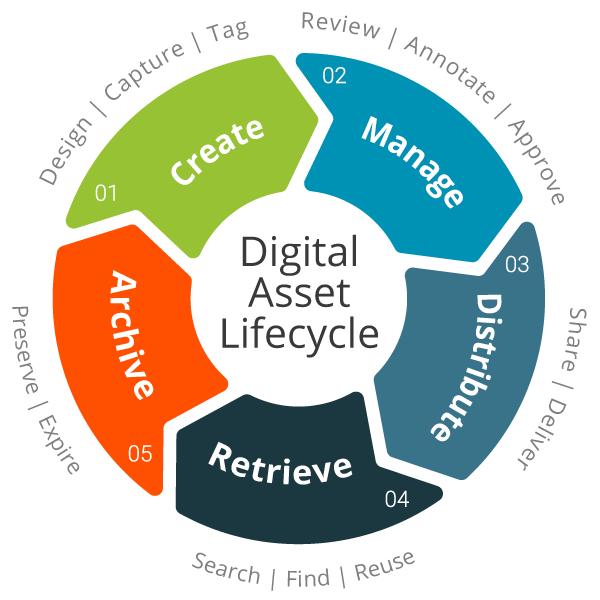
Ciclo de vida de los activos digitales.

Un activo digital, también llamado recurso digital (en inglés: Digital asset), es cualquier recurso que existe de forma digitalizada y que alguien puede poseer, o que representa contenido que alguien puede poseer, y por tanto, tienen asociado un derecho para su uso. Al ser tratados como una propiedad, esta puede venderse, comprarse o licenciarse. Por ejemplo un fichero de música obtenido de forma legítima es un activo digital. Sin embargo una copia obtenida de forma ilegal no. Esto se debe a que la persona que ha obtenido la copia ilegal puede tener la habilidad técnica para usarlo, pero no tienen el derecho legal para usarlo. El derecho de usar está típicamente includio en los metadatos que acompañan al fichero. Esto es análogo a lo que ocurre en el mundo real de los activos: Cuando compras un coche recibes unos documentos que demuestran que te transfieren la titularidad. Sin embargo, la transferencia del activo en el mundo real no siempre implica la entrega física del activo. Es frecuente que el papel que representa el activo cambie de manos, pero el activo permanezca donde está localizado. De hecho para los bienes raíces este es siempre el caso, lo que cambia de manos son los derechos de ocupación.
Ejemplos de activos digitales son ficheros gráficos, fotos, ficheros de música, contenidos textuales (por ejemplo fichero de textos plano, documentos, presentaciones), archivos multimedia, programas de ordenador, o en general cualquier tipo de dato.
Se les llama activos porque se dedica una cantidad significante de tiempo y esfuerzo para crearlos, esto los hace un recurso de valor. Sin embargo el valor de estos activos es solo materializado si es accesible por los que pueden usarlo y cuando lo necesitan. Para conseguir esto es necesario realizar una buena gestión de los activos digitales. Hay sistemas, llamados sistemas de gestión de activos digitales diseñados con el objetivo de ayudar a tener una buena gestión de activos digitales

## Ejemplos
Podemos clasificar los activos digitales en:
- Activos digitales puros. Por ejemplo ficheros de gráficos, logos, ficheros de video o sonido, páginas web, documentos electrónicos, criptomonedas y diseños de productos.[6] Este tipo de activos suelen no agotarse con su consumo y se suelen poder reproducir cuando se desee a bajo coste.

- Activos digitales que actúan como representantes de:
  - Activos reales, como acciones o valores financieros o en general la propiedad de cualquier cosa existente en el mundo real, asegurados por el emisor del activo.
  - Derechos de un cierto servicio asegurados por el emisor del activo.

Estos activos no están vinculados a un propietario particular en cuanto su uso, goce o disfrute, sino que pueden circular transfiriéndose de un propietario a otro nuevo tenedor.
Los Activos digitales, siendo un bien económico, a igual que cualquiera otros activos, varían en su valor de uso por ser una mercancía y varían en su valor de cambio, porque su ideal es ser intercambiado por otros activos cuyos valores de uso sean diferentes, recuérdese las teorías de David Ricardo sobre el Valor, quien divide tos bienes en dos categorías: los reproducibles y los no reproducibles, para los primeros, la gran mayoría, el precio depende directamente del costo de producirlos, para los segundos (productos de lujo, obras de arte, objetos preciosos), lo que decide es la demanda, es decir, se podría coincidir que todos los activos digitales tienen un valor especulativo aún y cuando su producción y reproducción sea baja (ejemplo las llamadas "criptomonedas").

## Comercialización de activos digitales puros
Esencialmente hay cuatro formas de obtener ingresos a partir de activos digitales puros las cuales se pueden mezclar:
- Establecer un precio para el activo y ofrecerlo para la venta o alquiler.
- Ofrecer un grupo grande de activos por una precio de subscripción. Si el precio es pequeño se habla de micropago. Es la estrategia que han seguido muchos periódicos y revistas. Estos medios no han fraccionado sus contenidos para venderlos individualmente porque cuando los usuarios acceden a un contenido específico que realmente quieren, es frecuente que ya que han accedido también accedan a otro contenido que les interesa menos. Al usar esta forma de financiación los periódicos y revistas se aseguran que algunos de sus contenidos puedan tener algunas lecturas aunque los lectores no estén a priori tentados a leerlos. De esta forma se asegura más impacto y por tanto más publicidad (su otra fuente de financiación).
- Ofrecer un contenido de forma gratis y recibir ingresos por publicidad.
- Ofrecer un contenido de forma gratis y recibir ingresos por el soporte. Este modelo es típico para el software libre